# Benedikt Sauer
Benedikt Sauer (* 1960 in Bozen) ist ein italienischer Journalist und Sachbuchautor, der in Südtirol aufgewachsen ist und in Innsbruck lebt. Als promovierter Germanist befasste sich Sauer vor allem mit Leben und Werk des Schriftstellers Norbert C. Kaser. Sauer leitet das internationale Journalismusfest Innsbruck. Er lehrt Journalismus und Medienkommunikation, u. a. an der Universität Innsbruck.

## Ausbildung und berufliche Laufbahn
Nach dem Besuch des Franziskanergymnasiums in Bozen studierte Sauer Germanistik und Geschichte an der Universität Innsbruck und an der Scuola Superiore di Giornalismo in Urbino. 1990 promovierte er in Innsbruck bei Sigurd Paul Scheichl mit einer Biografie über den Südtiroler Schriftsteller Norbert C. Kaser, die dann überarbeitet im Haymon Verlag erschienen ist. Von 1989 bis 1991 war er am Innsbrucker Forschungsinstitut Brenner-Archiv als Mitherausgeber an der Edition der Gesammelten Werke Kasers beteiligt.

### Journalistischer Werdegang
Während des Studiums war Sauer Mitarbeiter des Südtiroler Öffentlichen Rundfunks Rai Bozen für eine Sendereihe über Liedermacher, der Kulturzeitschriften Distel – Kulturelemente und Sturzflüge und Redakteur der Hochschülerzeitschrift skolast, 1984/85 auch Vorsitzender der Südtiroler Hochschülerschaft. Als freischaffender Journalist schrieb er ab 1987 vor allem aus Innsbruck für die deutschsprachige Redaktion der Bozener Tageszeitung Alto Adige (bis 1998). Seit 1991 ist Sauer vorrangig journalistisch tätig: In Nordtirol war er von 1996 bis 2008 gemeinsam mit Hannes Schlosser Tirol-Korrespondent für die Tageszeitung Der Standard, 1998 beim Erscheinen der Straßenzeitung 20er Redakteur ebendort, von August 2008 bis Juli 2018 Verfasser der wöchentlichen Kolumne „Sauerstoff“ in der Tiroler Tageszeitung. In Südtirol war er für vier Jahre Mitarbeiter des Nachrichtenmagazins ff sowie im gesamten Erscheinungszeitraum Redakteur der Tageszeitung Südtirol 24h.
Seit Beginn der 1990er Jahre ist Sauer ständiger Mitarbeiter von Rai Südtirol, seit 2008 vornehmlich in Innsbruck als Korrespondent für Tirol und Österreich.

### Lehre und Vermittlungsarbeit
In den Jahren von 1996 bis 2008 war Benedikt Sauer Lehrbeauftragter für Journalismus und Medienkommunikation an den Instituten für Deutsche Literatur, Zeitgeschichte und Politikwissenschaften der Universität Innsbruck. Von 2013 bis 2020 (2013 mit Markus Schennach, 2019 mit Geli Kugler, 2020 mit Charlotte Trippolt und Geli Kugler) war er Leiter der Lehrredaktion Radiojournalismus bei Freirad – dem Freien Radio Innsbruck. Bei der musealen Neugestaltung der Innsbrucker Hofburg von 2008 bis 2010 (Kuratorin: Ilsebill Barta; Konzept: Rath & Winkler) zeichnete Sauer für ein Buch zur Geschichte der Hofburg, für die Ausstellungstexte und den Audio-Guide (in Kooperation mit Antenna Audio, Berlin) verantwortlich. Regelmäßig tritt er auch als Moderator von öffentlichen Diskussionsveranstaltungen auf. Sauer ist Vereinsvorsitzender von Journalismusfest Innsbruck – Verein zur Stärkung von Qualitätsjournalismus, der Informationsfreiheit und der Demokratie und Mitbegründer des Journalismusfest Innsbruck.

### Forschungen zum Schriftsteller norbert c. kaser
Als Biograf, Mitherausgeber des literarischen Werkes und Verfasser von Aufsätzen hat sich Benedikt Sauer nach Paul Flora und Hans Haider um die Verbreitung von Leben und Werk des Südtiroler Schriftstellers Norbert C. Kaser verdient gemacht. Sauers Kaser-Biografie (1997, Haymon) und die von ihm mitedierten Gesammelten Werke des „Poète maudit“ (1988–1991, ebenfalls Haymon) fanden breites Echo im deutschsprachigen Feuilleton.

## Auszeichnung
- 2002 Tiroler Preis für Integration und Zivilcourage[26]

## Veröffentlichungen

### Als Buchautor
- norbert c. kaser. Eine Biografie. Innsbruck, Haymon 1997; (Brosch. Nachdruck 2017). ISBN 978-3-85218-234-6
- mit Michael Sprenger: Dreierwatter. Banken, Macht und Politik rund um die Brennerachse. Innsbruck, Studienverlag 2003. ISBN 978-3-7065-1894-9
- Hofburg Innsbruck. Bozen/Wien, Folio 2010. [Übersetzungen ins Englische, Französische und Italienische][27] ISBN 978-3-85256-536-1
- Das Villgratental. Innsbruck, Oesterreichischer Alpenverein, 2011, PDF Online
- mit Arno Ritter, Christian Mariacher: Vermessungen. Tirol auf der statistischen Couch. Innsbruck, aut. architektur und tirol, 2014, ISBN 978-3-9502621-5-5.

### Als Herausgeber
- „gruen vor freude“ Kaser. Sonderheft der Zeitschrift Sturzflüge (Nr. 08), Bozen 1984.
- mit Erika Wimmer: Norbert C. Kaser: Prosa. Gesammelte Werke Band 2, Innsbruck, Haymon 1989. ISBN 3-85218-062-7
- Norbert C. Kaser: Briefe. Gesammelte Werke Band 3. Innsbruck, Haymon 1991. ISBN 3-85218-084-8; 2. Aufl. 2012 ISBN 978-3-7099-7014-0.
- mit Anton Holzer: „Man meint, man müßte sie grad alle katholisch machen können“. Tiroler Beiträge zum Kolonialismus. Bozen, skolast 1992.
- mit Petra Nachbaur: Norbert C. Kaser: herrenlos brennt die sonne. Gedichte und Prosa. Innsbruck, Haymon TB 136, 2013. ISBN 978-3-85218-936-9

### Als Übersetzer
- mit Anton Holzer: Marino Niola: Totem und Ragù. Neapolitanische Spaziergänge. Aus dem Italienischen. München, Luchterhand, 2000. ISBN 3-630-88001-0 [Marino Niola: Totem e ragù. Napoli, Pironti Editore 1994]

### Aufsätze
- „ich werde nie vernuenftig denken“. Versuch zu kasers Gesellschaftskritik. In: Neuburger Kaser-Symposium, hg. von Eberhard Sauermann und Rolf Selbmann, Innsbruck, Haymon, 1993, S. 87–100, ISBN 3-85218-134-8.
- „mit der nacht kommen engel seine todeswunden lecken“. Der Südtiroler Schriftsteller Norbert C. Kaser wäre heuer 50 geworden. In: präsent, Innsbruck, 18. Dezember 1997.
- „ich verfasse briefe die sich blicken lassen koennen“. Zum Briefwerk von norbert c. kaser. In: Werner M. Bauer / Johannes John / Wolfgang Wiesmüller (Hrsg.): „Ich an Dich“. Edition, Rezeption und Kommentierung von Briefen. Innsbruck (Innsbrucker Beiträge zur Kulturwissenschaft), 2001, S. 265–278. ISBN 3-901064-25-7
- Fünf Porträts in: Flucht nach Österreich. Die Zweite Republik in Flüchtlingsporträts. Hg. von Robert Schlesinger und Melita. H. Šunić. Wien, Czernin Verlag, 2001. [Bruno-Kreisky-Preis für das politische Buch] ISBN 3-7076-0119-6
- „Das Gras ist naß am Morgen“. Anita Pichler als Dorfschreiberin auf der Villgrater Kulturwiese. In: Sabine Gruber / Renate Mumelter (Hg.), Das Herz, das ich meine. Essays zu Anita Pichler, Wien-Bozen, Folio, 2002, S. 152–165. ISBN 3-85256-206-6.
- Pfiateich. Texte vor Ort. In: Brigitte Messner (Hrsg.), stadtstiche-dorfskizzen, Innsbruck, skarabaeus, 2005, S. 3–7.
- „hoffentlich“: norbert c. kaser – Porträt eines Eigenwilligen. Der Standard, 27. April 2007.
- Auftritt als Autor. Joseph Zoderers Auseinandersetzung mit den sozialen Bewegungen und der Literaturdebatte um 1968. Mit einem Blick auf seinen ersten Lyrikband. In: Günther A. Höfler / Sigurd Paul Scheichl (Hrsg.): Joseph Zoderer. Dossier 29. Graz, Droschl, 2010, S. 67–83. ISBN 978-3-85420-776-4.
- Die Gräber der NS-Zeit am Psychiatriegelände in Hall. In: Politik in Tirol. Jahrbuch 2012, hg. von Ferdinand Karlhofer und Günther Pallaver, Innsbruck, Studienverlag, 2011, S. 163–170. ISBN 978-3-7065-5123-6
- Die Basaglia-Reform und Südtirol. In: Psychiatrische Landschaften. Die Psychiatrie und ihre Patientinnen und Patienten im historischen Tirol seit 1830, hg. von Elisabeth Dietrich-Daum, Hermann J. W. Kuprian, Siglinde Clementi, Maria Heidegger, Michaela Ralser, Innsbruck, Innsbruck university press, 2011, S. 287–294. ISBN 978-3-902811-11-0, und weitere 6 Texte darin.
- Die „Sternstunde“ für Kärntens SlowenInnen lässt auf sich warten. In: Gaismair-Jahrbuch 2012 „Demokratie – Erinnerung – Kritik“, hg. von M. Haselwanter, L. Gensluckner, M. Jarosch, H. Schreiber, A. Weiss, Innsbruck 2011, S. 75–83. ISBN 978-3-7065-5119-9.
- mit Michaela Ralser: Der Aufstand der Sitzenbleiber. Die Schülerschule von Barbiana im Italien der 1950er- und 1960er Jahre. In: Child Care. Kulturen, Konzepte und Politiken der Fremdbetreuung von Kindern aus geschlechterkritischer Perspektive, hg. von M. Wolf, M. Heidegger, E. Fleischer, E. Dietrich-Daum, Weinheim, Beltz/Juventa 2013, S. 173–187. ISBN 978-3-7799-2848-5
- Das Villgratental – „Bergsteigerdorf“ in Osttirol. Eine kulturgeschichtliche Skizze. In: Verein zum Schutz der Bergwelt. Jahrbuch 2014. 79. Jahrgang. München 2014, S. 179–190. ISSN 0171-4694
- Regieren nach Wallnöfer: Von Weingartner über van Staa bis Platter. In: Politik in Tirol. Jahrbuch 2014, hg. von Ferdinand Karlhofer und Günther Pallaver, Innsbruck, Studienverlag 2014, S. 33–57. ISBN 978-3-7065-5309-4.
- Flucht. Ein politischer Ausnahmezustand. In: Gaismair-Jahrbuch 2016 „Zwischentöne“, Innsbruck 2015, S. 12–21. ISBN 978-3-7065-5485-5
- Zwischen Solidarität und neuem Grenzregime. Die Tiroler Flüchtlingspolitik im österreichischen und internationalen Kontext. In: Politika 2017, Bozen 2017, S. 189–206. ISBN 978-88-7283-594-4
- mit Günther Pallaver: „Zu Mantua in Banden, der treue Hofer war“. Die Landeshymne Tirols, ihr Subtext und ihre Rezeption im Zeichen des Protests. In: Hymnen Österreichs. Interpretationen, Kommentare, Didaktisierungen, hg. von Johann Georg Lughofer. Ljurik 10. Internationale Lyriktage der Germanistik Ljubljana. Wien, Praesens Verlag 2022, S. 157–183, ISBN 978-3-7069-1169-6.

### Audioproduktionen
- norbert c. kaser: Lesungen und Vertonungen. Hg. von Benedikt Sauer und Erika Wimmer-Webhofer, Innsbruck, Gesellschaft der Freunde des Brennerarchivs, 1987 / (2)1988 [Audiokassette mit Beiheft; enthält Kompositionen von Benno Simma, Anton Prestele, Heinrich Unterhofer].
- Hofburg Innsbruck, die Kaiserappartements: Audioguide. Text: Benedikt Sauer, Produktion: Antenna Audio, Berlin 2010